# Hara Takuya
Takuya Hara (sinh ngày 4 tháng 6 năm 1983) là một cầu thủ bóng đá người Nhật Bản.

## Sự nghiệp câu lạc bộ
Takuya Hara đã từng chơi cho Júbilo Iwata và Shonan Bellmare.